# William Frank
William Frank (Estados Unidos, 1 de diciembre de 1878-31 de marzo de 1965) fue un atleta estadounidense, especialista en la prueba de maratón en la que llegó a ser medallista de bronce olímpico en 1906.

## Carrera deportiva
En los JJ. OO. de Atenas 1906 ganó la medalla de bronce en la maratón, llegando a meta tras el canadiense Billy Sherring (oro) y el sueco John Svanberg (plata).